# SK Sigma Olmütz
Sigma Olmütz, offiziell SK Sigma Olomouc, ist ein tschechischer Fußballverein, beheimatet in der mittelmährischen Stadt Olmütz (tschechisch Olomouc).

## Vereinsgeschichte

### Gründungsjahre
Im Sommer 1919 entschloss sich eine Gruppe um den 16-jährigen Karel Tatíček, in Hejčín einen Fußballklub zu gründen. Hejčín war damals noch eine eigenständige Ortschaft am Rande von Olmütz. Der Fotbalový klub Hejčín verlor sein erstes offizielles Spiel gegen eine Studentenauswahl aus Olmütz mit 1:19. Kurze Zeit später entstand in Hejčín eine weitere Fußballmannschaft, die so genannte Hejčínská jedenáctka. Nach mehreren Freundschaftsspielen zwischen diesen beiden Teams entschloss man sich dazu, die Kräfte zu bündeln. Streit gab es aber über den künftigen Vereinsnamen. Schließlich wurde beschlossen, eine letzte Begegnung auszutragen, den Namen des Siegers sollte auch der Verlierer annehmen. Das Spiel gewann der FK Hejčín, dieser schlug aber anschließend einen Kompromiss vor. Der neue Verein sollte SK Hejčín heißen. Noch im Gründungsjahr war Hejčín zusammen mit zwei Städten und zehn weiteren Orten nach Olmütz eingemeindet worden. Erst 1925 wurde der SK Hejčín Mitglied im Fußballverband. Bis 1946 hatte der in unteren Ligen spielende Klub keinen eigenen Fußballplatz, erst dann gelang der Bau eines eigenen Platzes im nördlichen Nachbarstadtteil Řepčín.

### Nachkriegszeit
Etwa ein Jahr später wurde der Klub zum ersten Mal umbenannt, viele weitere Namenswechsel folgten. Er hieß nun Hejčínský SK Bánské a Hutní Olomouc. Damit wurde der Tatsache Rechnung getragen, dass zahlreiche Spieler bei den örtlichen Stahlwerken Moravské železárny, kurz MŽ beschäftigt waren, die in einer ersten Verstaatlichungswelle unter das Patronat der Bánské a Hutní, kurz BaH kamen. Wenig später wurden alle Sportvereine der Sokol-Bewegung unterstellt, der neue Name lautete nun ZSJ BaH Olomouc. Es folgte eine weitere Umbenennung in ZSJ MŽ Olomouc, als das Stahlwerk ein eigenständiges Unternehmen wurde.
In diesen Jahren spielte der Verein in der I. A třída, der vierten Liga. Wesentlich verstärkt wurde der Klub 1951 durch Spieler des aufgelösten Sokol OD Olomouc, ehemals SK Olomouc ASO. 1954 gelang unter der Bezeichnung Baník MŽ Olomouc der Aufstieg in die dritte Liga, dort konnte man sich jedoch nur ein Jahr halten. 1963 gelang ihm schon unter dem Namen TJ MŽ Olomouc der Aufstieg in die zweite Liga, dort blieb Olomouc nur zwei Spielzeiten und musste wieder absteigen, sogar bis in die vierte Liga. 1966 wurde der Klub in TJ Sigma MŽ Olomouc umbenannt. Sigma ist ein Großpumpenhersteller aus der Gemeinde Lutín im Kreis Olomouc. 1965 bezog der Klub sein heutiges Stadion, das Andrův stadion, das damals die Bezeichnung Stadion Míru (deutsch: Stadion des Friedens) trug. Unter Trainer Karel Brückner gelang Sigma 1974 der Aufstieg in die ČNL B, die dritte Liga, Gruppe B. 1977 wurde die bisher eingleisige zweite Liga in zwei Gruppen aufgeteilt, so dass Sigma ein fünfter Platz in seiner Gruppe der dritten Liga zum Aufstieg reichte.

### Aufstieg in die 1. Liga
Nach zwei dritten Plätzen und einem vierten Platz in der 2. Liga gelang Sigma 1981/82 der Aufstieg in die 1. Liga. Mit nur 16 Punkten musste man als Tabellenletzter die höchste Spielklasse allerdings gleich wieder verlassen. 1983/84 schaffte Sigma souverän den sofortigen Wiederaufstieg, seitdem ist der Klub nicht wieder abgestiegen. 1986 wurde die Mannschaft Vierter, was zur Teilnahme am UEFA-Pokal 1986/87 berechtigte. Gegen den späteren Sieger IFK Göteborg schied Sigma in der 1. Runde mit 1:1 und 0:4 aus.

### Erfolge
Die bis dahin erfolgreichste Saison in der Vereinsgeschichte stellte das Spieljahr 1990/91 dar. Mit nur zwei Punkten Rückstand auf Meister Sparta Prag belegte Sigma Platz drei. Im UEFA-Pokal 1991/92 kam die Mannschaft nach Siegen über Bangor FC, Torpedo Moskau und den Hamburger SV bis in das Viertelfinale. Dort scheiterte man nur äußerst knapp mit 1:1 und 0:1 an Real Madrid. An diesem Erfolg waren Spieler wie Pavel Hapal, Milan Kerbr, Martin Kotůlek, Michal Kovář oder Radoslav Látal beteiligt. Ein Jahr später schaffte es Sigma erneut in den UEFA-Pokal, scheiterte dabei in der 3. Runde an Juventus Turin. Der bis dahin größte Erfolg war die tschechische Vizemeisterschaft 1995/96, daran waren neben Kerbr, Kotůlek und Kovář auch Martin Vaniak, Miroslav Baranek und Karel Rada beteiligt. Trainer war Karel Brückner. 2000/01 zog Sigma Olmütz bis in das Endspiel des UEFA Intertoto Cups ein, unterlag in der Verlängerung des Rückspiels jedoch Udinese Calcio. 2009 qualifizierte sich der Verein für die Europa League und erreichte dort nach Siegen über Fram Reykjavík und den FC Aberdeen die Play-off-Runde, wo man gegen den FC Everton ausschied.
Am 2. Mai 2012 feierte der Klub seinen bisher größten Erfolg. Im Pokalfinale in Plzeň konnte sich Sigma Olmütz gegen den Favoriten Sparta Prag mit 1:0 durchsetzen. Das entscheidende Tor erzielte Außenverteidiger Michal Veprek in der 46. Minute. Der Klub wurde jedoch von der UEFA wegen Bestechung für die Teilnahme an der UEFA Europa League 2012/13 gesperrt.

## Vereinsnamen
- FK Hejčín (1919 bis 1920)
- SK Hejčín (1920 bis 1947)
- Hejčínský SK Bánské a Hutní Olomouc (1947 bis 1948)
- ZSJ BaH Olomouc (1948 bis 1949)
- ZSJ MŽ Olomouc (1949 bis 1952)
- Sokol Hanácké železárny Olomouc (1952 bis 1953)
- DSO Baník MŽ Olomouc (1953 bis 1955)
- TJ Spartak MŽ Olomouc (1955 bis 1960)
- TJ MŽ Olomouc (1960 bis 1967)
- TJ Sigma MŽ Olomouc (1966 bis 1979)
- TJ Sigma ZTS Olomouc (1979 bis 1990)
- SK Sigma MŽ Olomouc (1990 bis 1996)
- SK Sigma Olomouc (seit 1996)

## Erfolge
- Tschechischer Vizemeister (1): 1995/96
- 3. Platz in der Tschechischen Meisterschaft (2): 1997/98 und 2000/01
- 3. Platz in der Tschechoslowakischen Meisterschaft (2): 1990/91 und 1991/92
- Tschechischer Pokalsieger (2): 2011/12, 2024/25
- Tschechischer Supercupsieger (1): 2012
- Viertelfinale UEFA-Pokal 1991/92
- Finale UEFA Intertoto Cup 2000

In der Ewigen Tabelle der 1. tschechischen Liga belegt SK Sigma Olmütz aktuell den fünften Platz. In der Ewigen Tabelle der tschechoslowakischen Liga steht der Klub an 23. Stelle von insgesamt 64 Vereinen.

## Europapokalbilanz
| Saison    | Wettbewerb         | Runde                  | Gegner                   | Gesamt          | Hin     | Rück          |
| --------- | ------------------ | ---------------------- | ------------------------ | --------------- | ------- | ------------- |
| 1986/87   | UEFA-Pokal         | 1. Runde               | IFK Göteborg             | 1:5             | 1:1 (H) | 0:4 (A)       |
| 1991/92   | UEFA-Pokal         | 1. Runde               | Bangor FC                | 6:0             | 3:0 (A) | 3:0 (H)       |
| 1991/92   | UEFA-Pokal         | 2. Runde               | Torpedo Moskau           | 2:0             | 2:0 (H) | 0:0 (A)       |
| 1991/92   | UEFA-Pokal         | 3. Runde               | Hamburger SV             | 6:2             | 2:1 (A) | 4:1 (H)       |
| 1991/92   | UEFA-Pokal         | Viertelfinale          | Real Madrid              | 1:2             | 1:1 (H) | 0:1 (A)       |
| 1992/93   | UEFA-Pokal         | 1. Runde               | FC Universitatea Craiova | 3:1             | 1:0 (H) | 2:1 (A)       |
| 1992/93   | UEFA-Pokal         | 2. Runde               | Fenerbahçe Istanbul      | 7:2             | 0:1 (A) | 7:0 (H)       |
| 1992/93   | UEFA-Pokal         | 3. Runde               | Juventus Turin           | 1:7             | 1:2 (H) | 0:5 (A)       |
| 1996/97   | UEFA-Pokal         | 1. Runde               | Hutnik Krakau            | 2:3             | 1:0 (H) | 1:3 (A)       |
| 1998/99   | UEFA-Pokal         | 2. Qualifikationsrunde | FC Kilmarnock            | 4:0             | 2:0 (H) | 2:0 (A)       |
| 1998/99   | UEFA-Pokal         | 1. Runde               | Olympique Marseille      | 2:6             | 2:2 (H) | 0:4 (A)       |
| 1999/2000 | UEFA-Pokal         | Qualifikation          | Sheriff Tiraspol         | (a)1:1(a)       | 1:1 (A) | 0:0 (H)       |
| 1999/2000 | UEFA-Pokal         | 1. Runde               | RCD Mallorca             | 1:3             | 1:3 (H) | 0:0 (A)       |
| 2000      | UEFA Intertoto Cup | 1. Runde               | Araks Ararat             | 3:1             | 2:1 (A) | 1:0 (H)       |
| 2000      | UEFA Intertoto Cup | 2. Runde               | Welbaschd Kjustendil     | 8:2             | 0:2 (A) | 8:0 (H)       |
| 2000      | UEFA Intertoto Cup | 3. Runde               | NK Slaven Belupo         | 2:1             | 1:1 (A) | 1:0 (H)       |
| 2000      | UEFA Intertoto Cup | Halbfinale             | FK Chmel Blšany          | 3:1             | 3:1 (H) | 0:0 (A)       |
| 2000      | UEFA Intertoto Cup | Finale                 | Udinese Calcio           | 4:6             | 2:2 (H) | 2:4 n. V. (A) |
| 2001/02   | UEFA-Pokal         | 2. Qualifikationsrunde | Celta Vigo               | 4:7             | 0:4 (A) | 4:3 (H)       |
| 2002/03   | UEFA-Pokal         | Qualifikation          | FK Sarajevo              | 3:3 (3:5 i. E.) | 2:1 (H) | 1:2 n. V. (A) |
| 2004/05   | UEFA-Pokal         | 2. Qualifikationsrunde | Nistru Otaci             | 6:1             | 2:1 (A) | 4:0 (H)       |
| 2004/05   | UEFA-Pokal         | 1. Runde               | Real Saragossa           | 2:4             | 0:1 (H) | 2:3 (A)       |
| 2005      | UEFA Intertoto Cup | 2. Runde               | Pogoń Stettin            | 1:0             | 1:0 (H) | 0:0 (A)       |
| 2005      | UEFA Intertoto Cup | 3. Runde               | Borussia Dortmund        | (a)1:1(a)       | 1:1 (A) | 0:0 (H)       |
| 2005      | UEFA Intertoto Cup | Halbfinale             | Hamburger SV             | 0:4             | 0:1 (H) | 0:3 (A)       |
| 2009/10   | UEFA Europa League | 2. Qualifikationsrunde | Fram Reykjavík           | 3:1             | 1:1 (H) | 2:0 (A)       |
| 2009/10   | UEFA Europa League | 3. Qualifikationsrunde | FC Aberdeen              | 8:1             | 5:1 (A) | 3:0 (H)       |
| 2009/10   | UEFA Europa League | Play-offs              | FC Everton               | 1:5             | 0:4 (H) | 1:1 (A)       |
| 2018/19   | UEFA Europa League | 3. Qualifikationsrunde | FK Qairat Almaty         | 4:1             | 2:0 (H) | 2:1 (A)       |
| 2018/19   | UEFA Europa League | Play-offs              | FC Sevilla               | 0:4             | 0:1 (H) | 0:3 (A)       |

Gesamtbilanz: 60 Spiele, 26 Siege, 15 Unentschieden, 19 Niederlagen, 90:75 Tore (Tordifferenz +15)

## Trainer
- Milan Máčala (1980–1981)
- Vlastimil Palička (1993–1994, 1997–1999) Co-Trainer, (2006) Trainer,
- Dušan Radolský (1994–1996)
- Petr Uličný (2002–2006, 2011–2012)
- Martin Pulpit (2007–2008)
- Zdeněk Psotka (2008)
- Roman Pivarník (2012–2013)

## Spieler
- Petr Uličný (1977–1983)
- Radoslav Látal (1977–1987) Jugend, (1987–1989, 1991–1994, 2001) Spieler,
- Oldřich Machala (1981–1982) Jugend, (1984–1991, 1993–2001) Spieler,
- Leoš Kalvoda (1982–1990)
- Vladislav Lauda (1983–1986)
- Pavel Hapal (1983–1986) Jugend, (1986–1988, 1990–1992, 1998–1999, 2000–2001) Spieler,
- Martin Kotůlek (1986–1989, 1990–2000)
- Radek Drulák (1987–1990, 1997–1998)
- David Kobylík (1987–1999) Jugend, (1999–2002, 2004–2005, 2009) Spieler,
- Jiří Balcárek (1988–1990) Jugend, (1991, 1993–1995, 1995–1999) Spieler,
- David Rozehnal (1989–1997) Jugend, (1999–2003) Spieler,
- Tomáš Ujfaluši (1991–1996) Jugend, (1996–2000) Spieler,
- Marek Heinz (1991–1996) Jugend, (1996, 1997–2000, 2011–2013) Spieler,
- Milan Kerbr (1991–1997)
- Martin Vaniak (1991–1997, 2001–2005)
- Radek Onderka (1994–1996)
- Vojtěch Schulmeister (1994–2001) Jugend, (2003–2004, 2006–2008) Spieler,
- Stanislav Vlček (1997–2003)
- Roman Hubník (1998–2002) Jugend, (2002–2007, 2015) Spieler,
- Radim Kučera (1998–2005, 2010)
- Aleš Urbánek (1999–2003)
- Radek Špiláček (2000–2006)